# マイルズ・オキーフ
マイルズ・オキーフ（Miles O'Keeffe、1954年6月20日 - ）は、アメリカ合衆国の俳優である。1981年の映画『類猿人ターザン』のターザン役で知られる。

## 若年期
オキーフは1954年6月20日にテネシー州リプリーで生まれた。空軍士官学校予備学校に入学してアメリカンフットボールのスター選手として活躍し、1972年には同校のフットボールチームでハーフバックとしてプレイした。1973年にミシシッピ州立大学にフットボール選手としての推薦で転入した。ここではオフェンスラインマンとしてプレイし、在学中に体重を110キログラムまで増やした。その後、テネシー州スワニーのサウス大学 (スワニー)に転入して、小大学全米リーグにおいてタイトエンドとラインバッカーでプレイした。
大学では政治学と心理学を学んだ。大学卒業後はテネシー州の刑務官として約2年間勤務し、運動場のマネージャーや受刑者のためのウエイトトレーニング・プログラムの責任者を務めた。その後、カリフォルニア州に移ってラグビーのセミプロチームでプレイした後、ハリウッドで俳優に転向した。

## 俳優としてのキャリア
オキーフは、映画初出演となる1981年の映画『類猿人ターザン』のターザン役に抜擢され、一躍有名となった。そのほか、1980年代にヨーロッパで制作された映画『世紀末戦士アトー』シリーズの最初の3作での主演でも知られている。
1999年から2002年にかけて、イギリスのトークショー番組『So Graham Norton』において司会のグラハム・ノートンがオキーフにしょっちゅういたずら電話をしていたことから、イギリスでオキーフの人気が高まり、2002年には同番組に出演した。

## 主な出演作
- 類猿人ターザン（1981年） ターザン役
- 世紀末戦士アトー 炎の聖剣（英語版）（1982年）
- S.A.S. à San Salvador（1983年）
- 世紀末戦士アトー II/大魔王ゾブの牙城（英語版）（1984年）
- Sword of the Valiant（1984年）
- The Bengal Lancers! (1984年、未完）
- Lone Runner (1986年）
- アイアン・ウォリアーズ（英語版）（世紀末戦士アトーIII）(1987年）
- Double Target（1987年）
- Campus Man（1987年）
- ワックス・ワーク（1988年）
- The Drifter（1988年）
- Phantom Raiders (1988), as Python
- Dead On: Relentless II（1992年）
- Zero Tolerance（1995年）
- Millennium Day (1995年）
- Silent Hunter (1995年）
- Pocahontas: The Legend（1995年）
- Marked Man (1996年）
- Tiger (1997年）
- True Vengeance（1997年）
- Dead Tides (1997年）
- Diamondbacks (1999年）
- Unconditional Love (1999年）
- Moving Targets (1999年）
- Blood and Honor (2000年）
- Out of the Black (2001年）
- The Unknown（2005年）